# Saudijsko-kuvajtska neutralna zona
Saudijsko-kuvajtska neutralna zona, poznata i kao podijeljena zona, bila je teritorij od 5,770 km2  između granica Saudijske Arabije i Kuvajta, koji je ostao nedefiniran kada je Uqairskom konvencijom od 2. prosinca 1922. godine utrvđena granica. 
Na području, koje je kasnije nazvano "Neutralna zona" ili "Podijeljena zona", Uqairskom je konvencijom definirano da će "Vlade Kraljevine Nedžd i Kuvajta dijeliti jednaka prava sve dok putem dobrih ureda Vlade Velike Britanije ne postigne daljnji sporazum između Nedžda i Kuvajta u vezi ove zone". 
Međutim, nije bilo interesa da se problem riješi do kraja sve do 1938. godine, kada je pronađena nafta u naftnom polju Burgan u Kuvajtu. Mogućnost pronalaženja nafte i u neutralnoj zoni, potakla je obje države da izdaju koncesije privatnim tvrtkama. Kasnije su ove dvije države počele zajednički crpiti naftu prema sporazumu o zajedničkom radu. 
Godine 1957., Saudijska Arabija je potpisala koncesijski ugovor s japanskom tvrtkom Arab Oil Co., a Kuvajt je ugovoru pristupio 1958. godine. Ta koncesija je istekla 2000. godine.
Pregovori o podjeli započeli su ubrzo nakon što su se u listopadu 1960. sastali vladari Kuvajta i Saudijske Arabije i odlučili da se Neutralna zona podijeli. Dana 7. srpnja 1965., dvije vlade potpisale su sporazum (koji je stupio na snagu 25. srpnja 1966.) o podjeli Neutralne zone i pridruživanju njenih dijelova teritorijima Kuvajta i Saudijske Arabije. Sporazum o demarkaciji koji dijeli Neutralnu zonu potpisan je 17. prosinca 1967., ali formalno je stupio na snagu tek potpisivanjem koje je održano u Kuvajtu 18. prosinca 1969. Ratifikacija je uslijedila 18. siječnja 1970., a sporazum je objavljen u Kuvajtskom službenom glasilu 25. siječnja 1970. godine. 
Zona nikad nije dobila ISO 3166 kod jer je bila podijeljena prije usvajanja ISO 3166 (1974. godine). 
Godine 1990., Irak napada i anektira Kuvajt. U bici kod Khafjija, 29. siječnja 1991., Irak prodire u graf Khafji u saudijskom dijelu neutralne zone. Dva dana kasnije, koalicijske snage vraćaju grad pod svoj nadzor.
Unatoč tome što je zona prestala postojati 1969. godine, prije više od pola stoljeća, crpljenje nafte i dalje se vrši dogovorno.